# Нільс Даке
Нільс Даке (? — 1543 [1550] год) — ватажок селянського повстання в Швеції в XVI столітті.
Вбивство судді, який вирішив не в його користь процес, змусило Дацці бігти в ліси. Підняте ним в Смоланді загальне повстання селян проти Густава I Вази прийняло дуже небезпечний характер внаслідок зносин воїнів Дацці з родичами короля Крістіана II Данського. На чолі своїх загонів Дацці спустошив багато дворянських маєтків і кілька разів розбив королівські війська, так що 1542 року Густав I був навіть змушений укласти з ним перемир'я.
Але вже в наступному році Дацці був розбитий при Озундене, і повстання було покладено край. Сам ватажок, за одними даними, загинув від кулі під час втечі (згідно з легендою, його тіло було доставлено в Кальмар, де його голова публічно демонструвалася в мідної короні для науки іншим), а за іншими — врятувався до Німеччини і помер в 1580 році. У шведській історії ці хвилювання називаються швед. Dackefejden.